# 阿培里常数
在数学中，阿培里常数是一个时常会遇到的常数。在一些物理问题中阿培里常数也会很自然地出现。比如说量子电动力学里，阿培里常数出现在电子的磁旋比展开的第二项与第三项中。
阿培里常数的准确定义是黎曼ζ函数的一个值：ζ(3)，
{\displaystyle \zeta (3)=\sum _{k=1}^{\infty }{\frac {1}{k^{3}}}=1+{\frac {1}{2^{3}}}+{\frac {1}{3^{3}}}+{\frac {1}{4^{3}}}+\cdots \,\!}
它的前45位准确数字为：(Wedeniwski 2001)
ζ(3) = 1.202056903159594285399738161511449990764986292…   （OEIS數列A002117）.
这个常数的倒数也是一个有意义的常数：考虑任意三个随机抽取的正整数，它们之间互素的概率正是阿培里常数的倒数。

## 阿培里定理
事实上，黎曼ζ函数在偶数上的取值是容易求得的，在奇数上的取值则远未有一般性成果。这个常数以数学家罗杰·阿培里命名，因为后者在1978年证明了它是一个无理数。这个结论被称为阿培里定理。最初的证明很长，而且晦涩难懂，幸好不久后发现了更为简洁的证明，只需要用到勒让德多项式。现在还不能确定阿培里常数是否是超越数。
近来的研究表明，黎曼ζ函数在无穷多个奇数上的取值都是无理数
，并且ζ(5)、ζ(7)、ζ(9)和ζ(11)之中至少有一个是无理数。

## 级数表示
1772年，莱昂哈德·欧拉证明了一个关于ζ(3)的级数表示：
{\displaystyle \zeta (3)={\frac {\pi ^{2}}{7}}\left[1-4\sum _{k=1}^{\infty }{\frac {\zeta (2k)}{(2k+1)(2k+2)2^{2k}}}\right]}
这个结果后来又多次被其他人独立发现。
在当代，西蒙·普劳夫给出了一系列级数，使得运用它们能够精确地计算出阿培里常数的第n位小数的数值，而不需要求出它的前n − 1位小数。其中有：
{\displaystyle \zeta (3)={\frac {7}{180}}\pi ^{3}-2\sum _{k=1}^{\infty }{\frac {1}{k^{3}(e^{2\pi k}-1)}}}
以及：
{\displaystyle \zeta (3)=14\sum _{k=1}^{\infty }{\frac {1}{k^{3}\sinh(\pi k)}}-{\frac {11}{2}}\sum _{k=1}^{\infty }{\frac {1}{k^{3}(e^{2\pi k}-1)}}-{\frac {7}{2}}\sum _{k=1}^{\infty }{\frac {1}{k^{3}(e^{2\pi k}+1)}}.}

## 已知数字
和不少数学常数一样，近几十年来，阿培里常数的数值计算经历了惊人的进展。这一方面是由于计算机计算能力的快速提高，另一方面也是因为不断有更好的算法被找到。1998年，布拉德赫斯特发现了一种能够在线性时间内计算阿培里常数的二进制数值的方法，并且只需要用到对数规模的储存空间。
| 时间       | 十进制位数     | 计算者                         |
| ---------- | -------------- | ------------------------------ |
| 未知       | 16             | 阿德里安-马里·勒让德           |
| 1887年     | 32             | 湯姆斯·斯蒂爾吉斯              |
| 1996年     | 520,000        | 西蒙·普劳夫                    |
| 1997年     | 1,000,000      | 布鲁诺·爱博和汤姆斯·帕帕尼科劳 |
| 1997年5月  | 10,536,006     | 帕德里克·德米切尔              |
| 1998年2月  | 14,000,074     | 塞巴斯蒂安·维德尼夫斯基        |
| 1998年3月  | 32,000,213     | 塞巴斯蒂安·维德尼夫斯基        |
| 1998年7月  | 64,000,091     | 塞巴斯蒂安·维德尼夫斯基        |
| 1998年12月 | 128,000,026    | 塞巴斯蒂安·维德尼夫斯基        |
| 2001年9月  | 200,001,000    | 宫本芳正和扎维尔·古东          |
| 2002年2月  | 600,001,000    | 宫本芳正和扎维尔·古东          |
| 2003年2月  | 1,000,000,000  | 帕德里克·德米切尔和扎维尔·古东 |
| 2006年4月  | 10,000,000,000 | 宫本芳正和斯蒂夫·帕格利亚鲁诺  |
| 2009年1月  | 15,510,000,000 | 亚历山大·易和雷蒙·陈           |
| 2009年3月  | 31,026,000,000 | 亚历山大·易和雷蒙·陈           |